# Liste der Kellergassen in Groß-Schweinbarth
Die Liste der Kellergassen in Groß-Schweinbarth führt die Kellergassen in der niederösterreichischen Gemeinde Groß-Schweinbarth an.
| Foto |                 | Kellergasse                    | Standort                       | Beschreibung |
| ---- | --------------- | ------------------------------ | ------------------------------ | --- |
| BW   | Datei hochladen | Zeisselthal                    | KG: Groß-Schweinbarth Standort | Die beidseitige Einzelkellergasse liegt in einer langgezogenen Mulde am nordwestlichen Ortsrand. Auf 500 Metern Länge befinden sich 69 Gebäude, davon 14 Um- oder Neubauten. Die Keller sind mehrheitlich traufständig; knapp ein Drittel ist erneuerungsbedürftig. Die älteste Datierung stammt von 1851. |
| BW   | Datei hochladen | Am Königsberg, Hochleitengasse | KG: Groß-Schweinbarth Standort | Das Kellergassensystem liegt am westlichen Ortsrand. Entlang der Ränder einer breiten Mulde, in der auch einige Wohn- und Wirtschaftsgebäude liegen, befinden sich - durchmischt mit anderen Gebäuden - auf insgesamt 400 Meter Länge etwa 20 mehrheitlich giebelständige Keller.                          |
| ja   | Datei hochladen | Meierhofgasse, Hofkeller       | KG: Groß-Schweinbarth Standort | An einer Geländekante hinter dem Meierhof befinden sich etwa fünf Keller. Dahinter liegt der denkmalgeschützte Hofkeller: ein barocker Schüttkasten mit befahrbarem Weinkeller. |
| BW   | Datei hochladen | Mühlschüttel                   | KG: Groß-Schweinbarth Standort | Im südwestlichen Hintaus befinden sich ein paar giebelständige Keller. |

| Foto:                    | Fotografie der Kellergasse (Gesamtheit). Klicken des Fotos erzeugt eine vergrößerte Ansicht. Daneben finden sich zwei Symbole: \| Weitere Bilder vorhanden \| Das Symbol bedeutet, dass weitere Fotos des Objekts verfügbar sind. Durch Klicken des Symbols werden sie angezeigt. \| \| Eigenes Foto hochladen \| Durch Klicken des Symbols können weitere Fotos des Objekts in das Medienarchiv Wikimedia Commons hochgeladen werden. \| |
| Name:                    | Bezeichnung der Kellergasse |
| Standort:                | Es ist die Katastralgemeinde (KG) angegeben. Durch Aufruf des Links Standort wird die Lage der Kellergasse in verschiedenen Kartenprojekten angezeigt. |
| Beschreibung             | Kurze Beschreibung der Kellergasse |
| Weitere Bilder vorhanden | Das Symbol bedeutet, dass weitere Fotos des Objekts verfügbar sind. Durch Klicken des Symbols werden sie angezeigt. |
| Eigenes Foto hochladen   | Durch Klicken des Symbols können weitere Fotos des Objekts in das Medienarchiv Wikimedia Commons hochgeladen werden. |